# باستر كلاركسون
باستر كلاركسون (بالإنجليزية: Buster Clarkson)‏ هو لاعب كرة قاعدة أمريكي، ولد في 13 مارس 1915 في هوبكينز ‏ في الولايات المتحدة، وتوفي في 18 يناير 1989 في جانيت في الولايات المتحدة.

## وصلات خارجية
- باستر كلاركسون على موقعبيزبول رفرنس.كوم (الدوري الرئيسي) (الإنجليزية)
- باستر كلاركسون على موقعبيزبول رفرنس.كوم (الدوري الثانوي) (الإنجليزية)